# الاتحاد الكشفي السنغالي
الاتحاد الكشفي السنغالي هو اتحاد وطني لعدة منظمات كشفية في السنغال، تأسس في عام 1930، وأصبح عضوا في المنظمة العالمية للحركة الكشفية في عام 1963. وشارك بالعديد من الأنشطة التعليمي ولدية حوالي 9966 عضو اعتبارا من عام 2011.

## روابط خارجية
- الاتحاد الكشفي السنغالي
- فيديوهات الاتحاد الكشفي السنغالي